# Hans Gerhard (Politiker)
Hans Gerhard (* 14. September 1888 in Berlin; † 14. Februar 1978) war ein deutscher Politiker (FDP). Er war von 1950 bis 1954 Mitglied des Landtags von Nordrhein-Westfalen.

## Leben
Hans Gerhard machte eine Ausbildung als Kommunalbeamter und war ab 1906 im Verwaltungsdienst beim Landratsamt Gummersbach. Von 1919 bis 1923 war Gerhard zunächst 1. Bürgermeister in Neustadt-Orla in Thüringen, dann bis 1931 Oberbürgermeister des Stadtkreises Zella-Mehlis in Thüringen. Anschließend war er Bürgermeister der Kreisstadt Melle im Bezirk Osnabrück, dort wurde er 1933 des Amtes enthoben. Am 30. Mai 1937 beantragte er die Aufnahme in die NSDAP und wurde rückwirkend zum 1. Mai desselben Jahres aufgenommen (Mitgliedsnummer 4.469.670). Von 1934 bis 1945 wurde er durch Zwangsversetzung Bürgermeister von Leichlingen (Rheinland), dann trat er in den Ruhestand.
Gerhard trat 1945 der FDP bei. Er wurde in der 2. Wahlperiode über die Landesliste in den nordrhein-westfälischen Landtag gewählt und war Abgeordneter vom 5. Juli 1950 bis zum 4. Juli 1954.